# Francesco Ardizzone
Francesco Ardizzone (Palermo, 17 febbraio 1992) è un calciatore italiano, centrocampista del Guidonia Montecelio.

## Carriera

### Club
Dopo gli esordi nel settore giovanile del Palermo, nel corso della stagione 2010-2011 esordisce in prima squadra col club rosanero: in particolare, il 15 dicembre 2010 gioca gli ultimi 25 minuti dell'ultima giornata della fase a gironi di Europa League, vinta per 1-0 sul campo del Losanna, al termine della quale i siciliani vengono eliminati dalla competizione.
Successivamente all'inizio della stagione 2011-2012 viene ceduto in compartecipazione alla Reggiana, formazione militante nel campionato di Lega Pro Prima Divisione; con gli emiliani gioca una partita in Coppa Italia e 21 partite in campionato, competizione nella quale segna anche una rete (la sua prima in carriera tra i professionisti) l'8 gennaio 2012 nella vittoria casalinga per 2-1 contro il Pavia; salta inoltre 3 mesi a causa di un'operazione chirurgica all'ernia. Nell'estate del 2012 la Reggiana riscatta il giocatore dal Palermo, ed Ardizzone rimane con i granata anche per la stagione 2012-2013, nella quale la Reggiana conquista la salvezza al termine dei play-out. Ardizzone nel corso della stagione gioca in totale 27 partite di campionato (segnandovi anche 3 reti) e 2 partite nei play-out.
Il 29 agosto 2013 Ardizzone viene ceduto in compartecipazione dalla Reggiana alla Pro Vercelli, club neoretrocesso dalla Serie B alla Prima Divisione; con i piemontesi nel corso della stagione 2013-2014 gioca una partita in Coppa Italia, 20 partite in campionato (nel quale le bianche casacche arrivano secondi in classifica) con 3 reti segnate ed infine tutte e 4 le partite dei play-off, al termine delle quali la squadra conquista la promozione in Serie B. Nell'estate del 2014 Pro Vercelli e Reggiana rinnovano la compertecipazione, e così il centrocampista siciliano nella stagione 2014-2015 esordisce nella serie cadetta. In particolare, scende in campo una volta in Coppa Italia e 24 volte in campionato, che la Pro Vercelli termina conquistando la salvezza.
Il 24 giugno 2015 i due club proprietari del cartellino di Ardizzone (Pro Vercelli e Reggiana) si accordano per risolvere la compartecipazione in favore dei piemontesi, nei quali il giocatore milita quindi anche nella stagione 2015-2016, la sua terza consecutiva nella squadra. Inizia la stagione giocando da titolare nella partita del secondo turno preliminare di Coppa Italia del 9 agosto 2015 persa per 2-1 in casa contro l'Alessandria, nella quale realizza inoltre l'unico gol della sua squadra; successivamente, segna anche un gol in campionato (che è inoltre anche il suo primo in carriera in Serie B). Termina il campionato con 25 presenze e 2 reti nella serie cadetta. Inizia la stagione 2016-2017 (sempre con la Pro Vercelli) segnando un gol nel secondo turno di Coppa Italia il 7 agosto 2016, nella partita vinta per 3-1 in casa contro la Reggiana.
Il 18 gennaio 2017 viene acquistato a titolo definitivo dalla Virtus Entella. Rimasto a Chiavari anche dopo la retrocessione in Serie C, il 6 aprile 2019 segna la sua prima doppietta da professionista in Entella-Albissola 4-0. A fine anno la squadra ligure, vincitrice del campionato, fa ritorno in serie cadetta ma Ardizzone non viene più preso in considerazione da mister Roberto Boscaglia nella stagione 2019-2020 debuttando solamente alla sedicesima giornata nel 2-0 contro l’Empoli.
Non colleziona altre presenze e così il 17 gennaio 2020 lascia l’Entella dopo tre anni firmando un contratto di un anno e mezzo con il Cesena in Serie C.
Il 2 febbraio 2020 realizza il primo goal in maglia bianconera nel derby contro il Piacenza (1-1).
Nell’estate del 2022 passa alla Turris con cui gioca solo 9 partite in Serie C prima di essere ceduto in prestito al Lecco (altro club della medesima divisione) nel corso del mercato di gennaio. Il 18 giugno 2023 in seguito alla vittoria dei play-off e conseguente promozione in Serie B, scatta l’obbligo di riscatto dalla Turris e firma un contratto valido fino a giugno 2025.
Nell'estate del 2024 passa al Taranto Football Club 1927 e firma un contratto fino a giugno 2025; poi nel mese di ottobre dello stesso anno passa con il Guidonia Montecelio, militante in Serie D.

### Nazionale
Nel 2011 ha giocato 5 partite con la maglia della nazionale Under-19; tra il 2011 ed il 2012 ha invece giocato 5 partite con la maglia della Nazionale Under-20.

## Statistiche

### Presenze e reti nei club
Statistiche aggiornate al 4 maggio 2025.
| Stagione              | Squadra               | Campionato            | Campionato | Campionato | Coppe nazionali | Coppe nazionali | Coppe nazionali | Coppe continentali | Coppe continentali | Coppe continentali | Altre coppe | Altre coppe | Altre coppe | Totale | Totale |
| Stagione              | Squadra               | Comp                  | Pres       | Reti       | Comp            | Pres            | Reti            | Comp               | Pres               | Reti               | Comp        | Pres        | Reti        | Pres   | Reti   |
| --------------------- | --------------------- | --------------------- | ---------- | ---------- | --------------- | --------------- | --------------- | ------------------ | ------------------ | ------------------ | ----------- | ----------- | ----------- | ------ | ------ |
| 2010-2011             | Palermo               | A                     | 0          | 0          | CI              | 0               | 0               | UEL                | 1                  | 0                  | -           | -           | -           | 1      | 0      |
| 2011-2012             | Reggiana              | 1D                    | 21         | 1          | CI+CI-LP        | 1+0             | 0               | -                  | -                  | -                  | -           | -           | -           | 22     | 1      |
| 2012-2013             | Reggiana              | 1D                    | 27+2       | 3          | CI+CI-LP        | 0               | 0               | -                  | -                  | -                  | -           | -           | -           | 29     | 3      |
| Totale Reggiana       | Totale Reggiana       | Totale Reggiana       | 48+2       | 4          |                 | 1               | 0               |                    | -                  | -                  |             | -           | -           | 51     | 4      |
| 2013-2014             | Pro Vercelli          | 1D                    | 20+4       | 3          | CI+CI-LP        | 0               | 0               | -                  | -                  | -                  | -           | -           | -           | 24     | 3      |
| 2014-2015             | Pro Vercelli          | B                     | 24         | 0          | CI              | 1               | 0               | -                  | -                  | -                  | -           | -           | -           | 25     | 0      |
| 2015-2016             | Pro Vercelli          | B                     | 25         | 2          | CI              | 1               | 1               | -                  | -                  | -                  | -           | -           | -           | 26     | 3      |
| 2016-gen. 2017        | Pro Vercelli          | B                     | 8          | 0          | CI              | 2               | 1               | -                  | -                  | -                  | -           | -           | -           | 10     | 1      |
| Totale Pro Vercelli   | Totale Pro Vercelli   | Totale Pro Vercelli   | 77+4       | 5          |                 | 4               | 2               |                    | -                  | -                  |             | -           | -           | 85     | 7      |
| gen.-giu. 2017        | Virtus Entella        | B                     | 10         | 0          | CI              | -               | -               | -                  | -                  | -                  | -           | -           | -           | 10     | 0      |
| 2017-2018             | Virtus Entella        | B                     | 24+1       | 1          | CI              | 1               | 0               | -                  | -                  | -                  | -           | -           | -           | 26     | 1      |
| 2018-2019             | Virtus Entella        | C                     | 30         | 3          | CI+CI-C         | 2+0             | 0               | -                  | -                  | -                  | SC-C        | 2           | 0           | 34     | 3      |
| 2019-gen. 2020        | Virtus Entella        | B                     | 1          | 0          | CI              | 0               | 0               | -                  | -                  | -                  | -           | -           | -           | 1      | 0      |
| Totale Virtus Entella | Totale Virtus Entella | Totale Virtus Entella | 65+1       | 4          |                 | 3               | 0               |                    | -                  | -                  |             | 2           | 0           | 71     | 4      |
| gen.-giu. 2020        | Cesena                | C                     | 6          | 1          | CI-C            | -               | -               | -                  | -                  | -                  | -           | -           | -           | 6      | 1      |
| 2020-2021             | Cesena                | C                     | 17+2       | 3+1        | -               | -               | -               | -                  | -                  | -                  | -           | -           | -           | 19     | 4      |
| 2021-2022             | Cesena                | C                     | 36+1       | 2          | CI-C            | 2               | 0               | -                  | -                  | -                  | -           | -           | -           | 39     | 2      |
| Totale Cesena         | Totale Cesena         | Totale Cesena         | 59+3       | 6+1        |                 | 2               | 0               |                    | -                  | -                  |             | -           | -           | 64     | 7      |
| 2022-gen. 2023        | Turris                | C                     | 9          | 0          | CI-C            | 1               | 0               | -                  | -                  | -                  | -           | -           | -           | 10     | 0      |
| gen.-giu. 2023        | Lecco                 | C                     | 8+4        | 0+1        | CI-C            | -               | -               | -                  | -                  | -                  | -           | -           | -           | 12     | 1      |
| 2023-gen. 2024        | Lecco                 | B                     | 0          | 0          | -               | -               | -               | -                  | -                  | -                  | -           | -           | -           | 0      | 0      |
| Totale Lecco          | Totale Lecco          | Totale Lecco          | 12         | 1          |                 | -               | -               |                    | -                  | -                  |             | -           | -           | 12     | 1      |
| gen.-giu. 2024        | Monopoli              | C                     | 13+2       | 1+0        | CI-C            | 0               | 0               |                    | -                  | -                  |             | -           | -           | 15     | 1      |
| ott. 2024.-giu. 2025  | Guidonia Montecelio   | D                     | 12         | 0          | CI-D            | 2               | 0               | -                  | -                  | -                  | -           | -           | -           | 14     | 0      |
| Totale carriera       | Totale carriera       | Totale carriera       | 307        | 22         |                 | 13              | 2               |                    | 1                  | 0                  |             | 2           | 0           | 323    | 24     |

## Palmarès

### Club

#### Competizioni nazionali
- Serie C: 1

Virtus Entella: 2018-2019 (girone A)

#### Competizioni interregionali
- Serie D: 1

Guidonia M. 1937: 2024-2025 (girone G)